# All-Star Baseball 2004
Az All-Star Baseball 2004 baseball-videójáték, melyet az Acclaim Studios Austin és a Acclaim Studios Manchester fejlesztett és az Acclaim Entertainment jelentetett meg. A játék 2003 februárjában jelent meg Game Boy Advance, Nintendo GameCube és Xbox, 2003 márciusában PlayStation 2 és 2003 májusában Windows platformokra.
A játék kommentátora Thom Brennaman, akit Steve Lyons szakkommentátor egészít ki. A játék borítóján Derek Jeter New York Yankees-beálló szerepel.

## Áttekintés
A játék főbb újdonságai közé tartozik az interneten keresztül frissíthető játékoskeretek, az új forgatókönyv-mód, a spontán játékokat mintázó mód és az ahhoz tartozó négy új pálya, az új játékosoknak tervezett mód, amelyben Derek Jeter részletezi a játékot, a kibővített visszavonult játékosokból álló csapatok,  melyekben már a néger baseball-ligákban játszott játékosok is szerepelnek. A játék spanyol nyelvű hangkommentárt is kapott, ezzel az All-Star Baseball 2004 lett az első spanyol nyelvű hangkommentárt tartalmazó videójáték. További újdonságok közé tartozik a mérkőzések közbeni mentés lehetősége, illetve az előző játék Donruss-baseballkártyáit a Fleer kártyáival váltották. A 2004-ben összesen közel kétórányi, Derek Jeter és Bob Brenly által narrált stadionbemutató-videók, illetve egyéb multimédiás tartalmak, így összesen közel félórás, Jeterrel, Cal Ripken Jr.-ral és Buck O’Neallel készített interjúk is helyet kaptak.
A játék Xbox-verziója a tervek szerint támogatta volna az Xbox Live szolgáltatáson keresztüli internetes többjátékos módot, azonban az végül  nem került be a végső változatba.

## Fogadtatás
| Összegzőoldal | Értékelés | Értékelés | Értékelés | Értékelés |
| Összegzőoldal | GBA       | GC        | PS2       | Xbox      |
| ------------- | --------- | --------- | --------- | --------- |
| Metacritic    | 73/100    | 80/100    | 78/100    | 74/100    |

| Szerző         | Értékelés | Értékelés | Értékelés | Értékelés |
| Szerző         | GBA       | GC        | PS2       | Xbox      |
| -------------- | --------- | --------- | --------- | --------- |
| AllGame        | [ 11 ]    | N/A       | N/A       | N/A       |
| EGM            | N/A       | N/A       | N/A       | 5,17/10   |
| Game Informer  | 6,5/10    | N/A       | 8/10      | 8/10      |
| GamePro        | N/A       | [ 16 ]    | [ 16 ]    | [ 16 ]    |
| GameSpot       | 7,7/10    | 8,3/10    | 8,3/10    | 8,3/10    |
| GameSpy        | N/A       | [ 21 ]    | [ 22 ]    | [ 23 ]    |
| GameZone       | N/A       | 7/10      | 8/10      | N/A       |
| IGN            | 8/10      | 8/10      | 8,1/10    | 8/10      |
| Nintendo Power | 3,8/5     | 4,1/5     | N/A       | N/A       |
| OPM (US)       | N/A       | N/A       | [ 32 ]    | N/A       |
| OXM (US)       | N/A       | N/A       | N/A       | 7,7/10    |

A Metacritic kritikaösszegző weboldal adatai szerint a játék GameCube- és PlayStation 2-verziója általánosságban kedvező, míg az Xbox- és a Game Boy Advance-változata megosztott vagy átlagos kritikai fogadtatásban részesült.
Az Eludamos 2011-ben közzétett retrospektív elemzésében kiemelte, hogy az All-Star Baseball 2004 a kortársaival ellentétben nem a játékmechanikai és irányításbeli funkciók innovációjára, hanem a baseballtörténelem előtti tisztelgésre helyezte a hangsúlyt, így az messze a kereskedelmi élettartamán felül is jelentőségteljes játékélmény maradhatott.